# Unkoku Tōgan

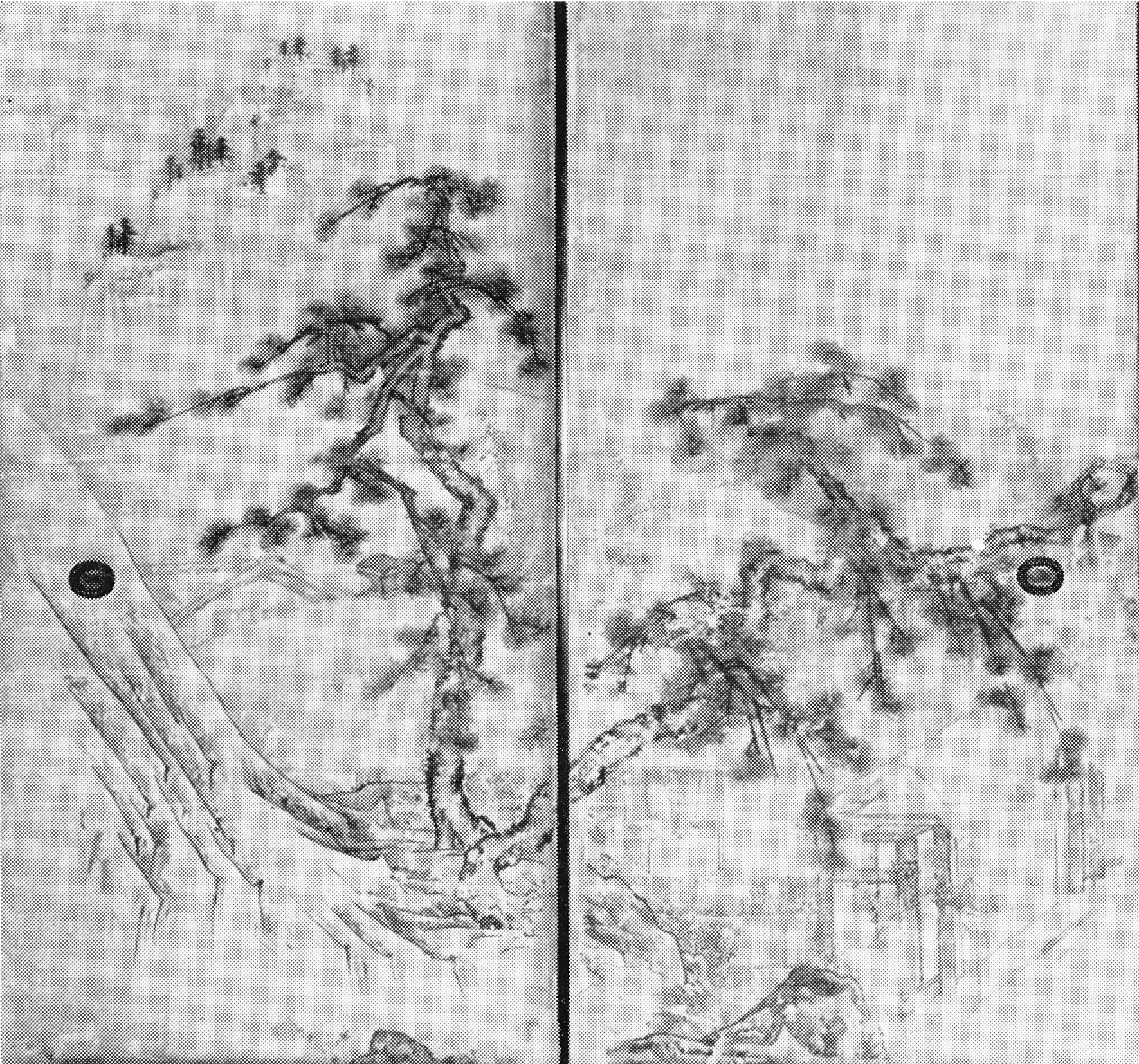
Schiebetüren im Fumon-in

Unkoku Tōgan (japanisch 雲谷 等顔; geb. 1547; gest. Genna 4/5/3lunisolar/25. Juni 1618greg.) war ein japanischer Maler der Momoyama-Zeit und Begründer der Unkoku-Schule.

## Leben
Tōgan war der zweite Sohn von Hara Naoie, Fürst auf der Burg Nogomi (能古見城) in der Provinz Hizen auf der Insel Kyūshū, der im Kampf gegen die Arima (Hizen) sein Leben verlor. Während der Tenshō Ära (1573–1592) trat Tōgan in die Dienste des mächtigen Daimyō Mōri Terumoto in Hiroshima (Provinz Aki). 1593 wurde er von Termumoto beauftragt, eine Kopie einer Bildrolle von Sesshū zu machen, die als „Ausgedehnte Landschaft“ (山水長巻, sansui nagamaki) gekannt ist. Das Ergebnis war so beeindruckend, dass Tōgan die Rolle behalten durfte und zusätzlich ein Anwesen in der Stadt Yamaguchi erhielt, das einst Sesshū als Wohnsitz und Atelier genutzt hatte. Den Namen des Hauses, nämlich Unkoku-ken, übernahm Tōgan daraufhin als Familiennamen.
Tōgan wurde zunächst von Kanō Eitoku beeinflusst, aber dann folgte im Stil Sesshū: die meisten Werke sind in Schwarzweiß gehalten, wie zum Beispiel das Paar Schiebetüren (fusuma) im Tempel Ōbai-in (黄梅院), einem im Jahr 1588 gebauten Untertempel des Daitoku-ji in Kyōto, zeigen. Wandmalereien von ihm sind auch im Untertempel Fumon-in (普門院) des Tōfuku-ji zu sehen. Im Nationalmuseum Tōkyō befinden sich die bemalten Schiebetüren (fusuma-e) „Pflaumen und Krähen“ (梅に鴉, Ume ni karasu), weiter gibt es den Stellschirm „Frühling- und Sommerlandschaft“ (春夏山水図, Shunka sansui-zu).
Tōgan hatte zwei Söhne, Tōoku (gest. 1615) und Tōeki (1591–1644). Als die Mōri-Familie nach Hagi übersiedelte, blieb Tōoku in Hiroshima und diente den Fukushima. Er starb früh. Tōeki und sein Vater zogen mit nach Hagi und dienten weiter den Mōri. Tōgan  war aber ab und zu in Kyōto tätig.

## Bilder

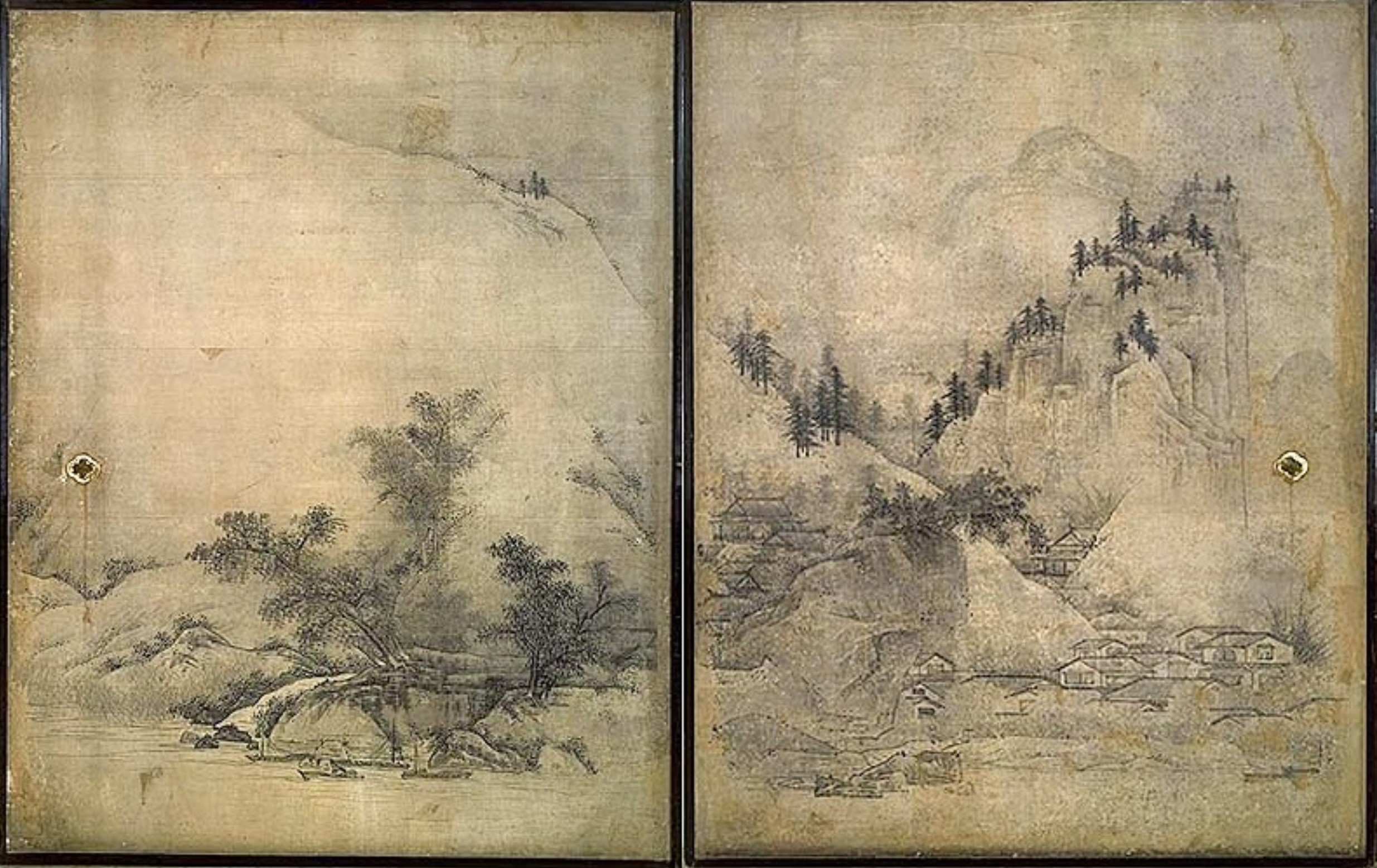
Schiebetüren im Ōbai
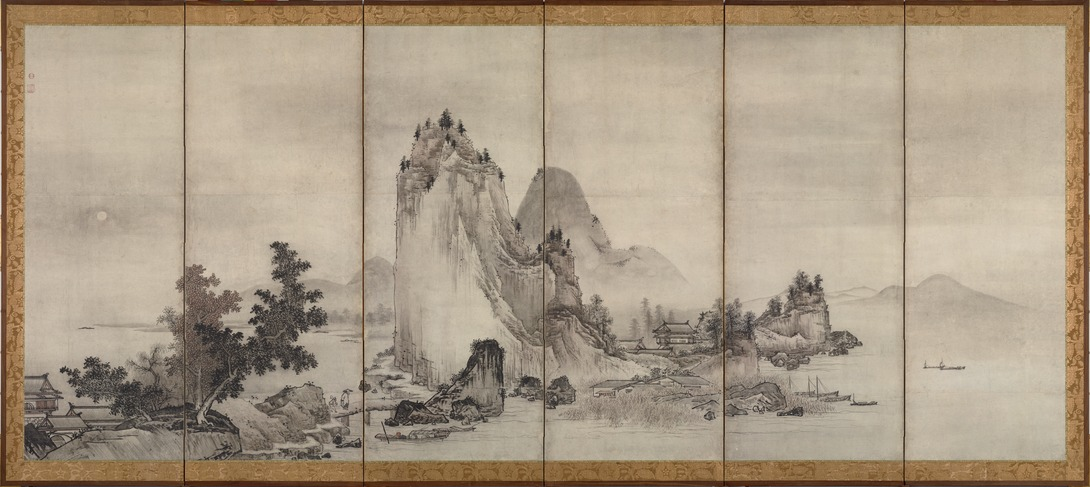
Landschaft 2
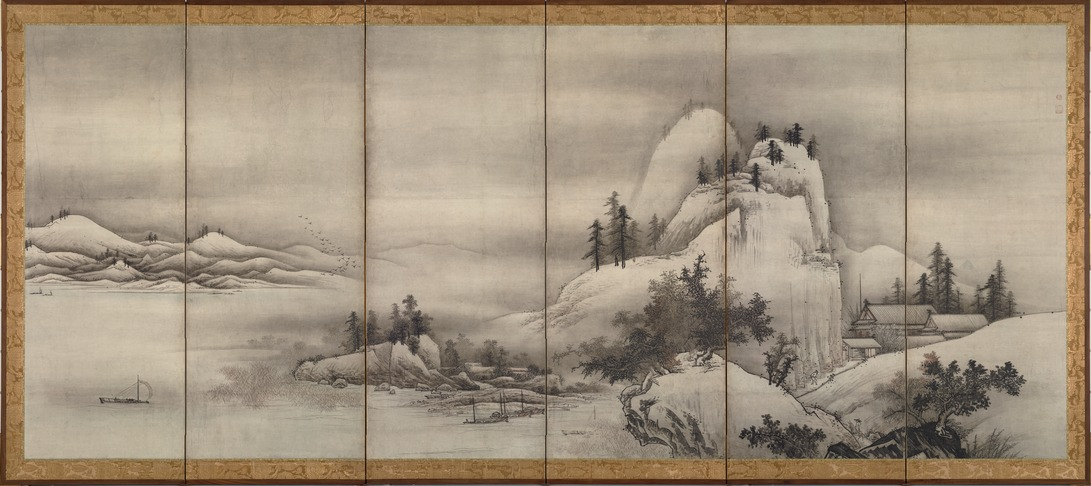
Landschaft 1[A 1]